# Westeregeln
Westeregeln là một đô thị thuộc huyện Salzland, bang Saxony-Anhalt, Đức.